# Klassizistischer Barock

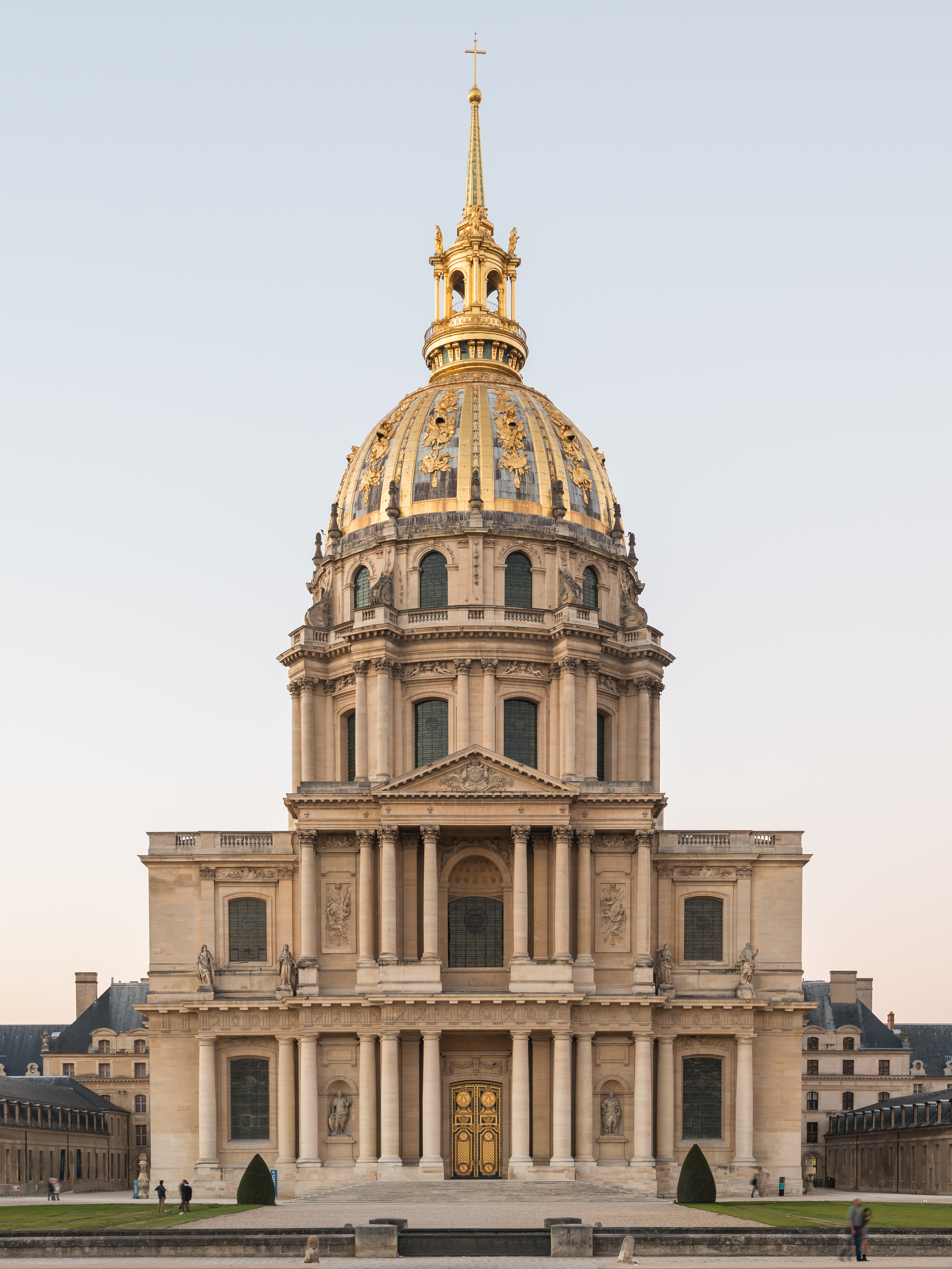
Der Invalidendom in Paris, eines der Hauptwerke des klassizistisch geprägten Barock in Frankreich (1679–1708)

Mit dem Begriff des klassizistischen Barock (auch Barock-Klassizismus, barocker Klassizismus, französisch Classicisme, historisch „Französische Renaissance“) wird eine Ausrichtung in der barocken Kunst und Architektur beschrieben, die sich in ihrer rationaleren Gestaltungsform von der stark ornamental-bewegten, gefühlsbetonten und dramatischeren Variante des Barock unterscheidet. Die Epoche umfasst das gesamte 17. und den Beginn des 18. Jahrhunderts bis etwa 1750. Klassizistische Erscheinungsformen ab etwa 1750 gehören bereits der Epoche des eigentlichen Klassizismus an und können auch bei Übergangsformen oder Mischungen mit dem vorhergehenden Spätbarock oder Rokoko nicht mehr korrekt als klassizistischer Barock eingestuft werden.

## Malerei
Innerhalb der Epoche des Barock, d. h. vom Ende des 16. bis zur Mitte des 18. Jahrhunderts, gab es in der Malerei verschiedene Strömungen, wie z. B. den eher düsteren und harten Tenebroso-Stil der Anhänger des Caravaggio (Caravaggisten) oder den überschwänglichen und farbig leuchtend bunten Stil von Rubens und seinen Anhängern. Andere Maler huldigten einem gemäßigteren und eleganten klassizistischen Ideal, das sich einerseits stärker an der Kunst der Antike, aber auch an bestimmten Vorbildern und Idealen der Renaissance orientierte, wie z. B. an der Kunst Raffaels oder dem Frühwerk Tizians.

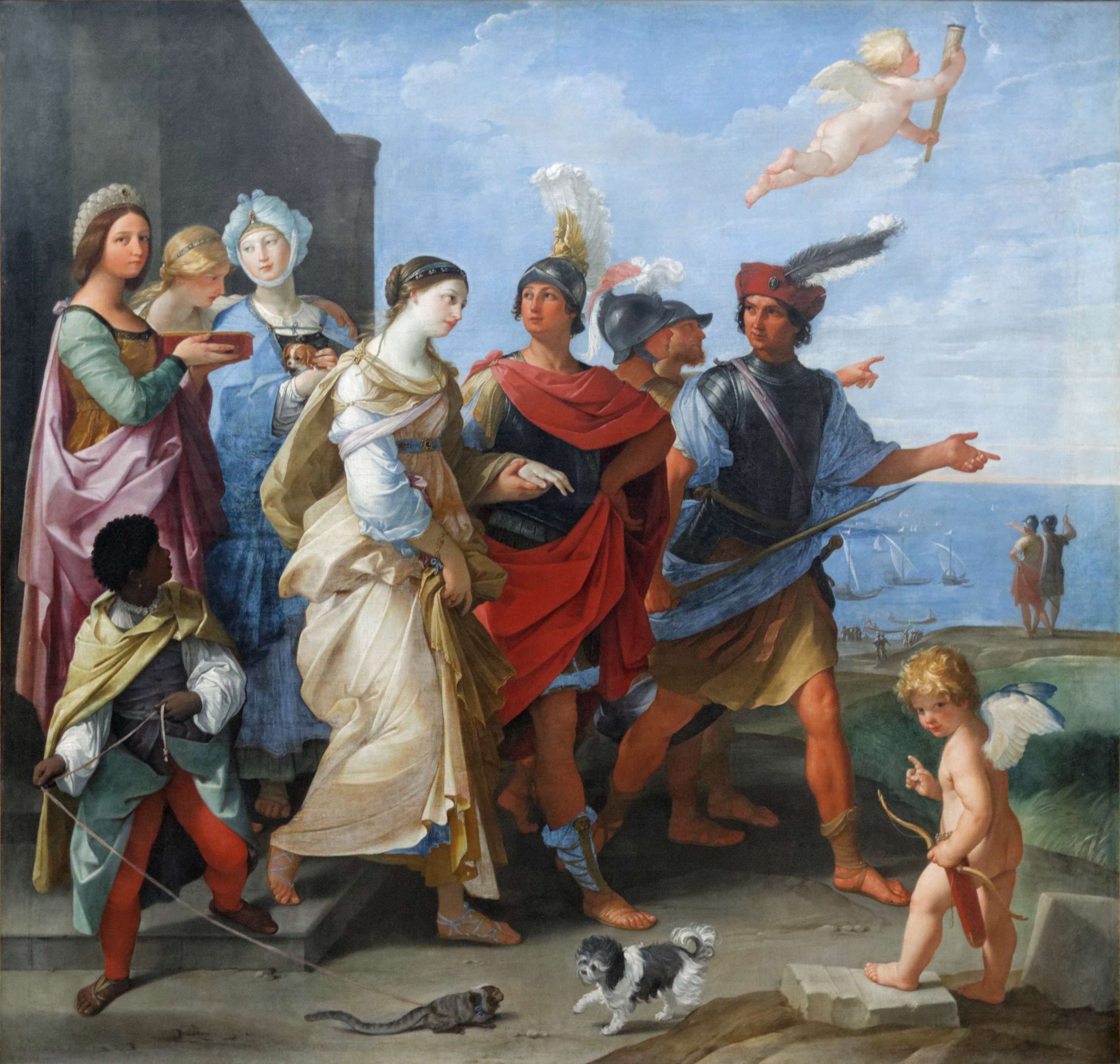
Guido Reni: Entführung der Helena, Louvre, Paris

Typisch für klassizistische Barockmalerei ist auch ein eher glatter Farbauftrag und ein Ausgleich von Disegno und Kolorit; extrem malerische Wirkungen wie ein pastoser Farbauftrag, flüssiger Pinselstrich oder flirrende, beinahe impressionistische Wirkungen, wie man sie bei dem mittleren und späten Tizian, bei Tintoretto, Rubens, Velázquez und der Madrider Malerschule findet, werden vermieden. Stattdessen ein klares Disegno bevorzugt. Die Malerei ist hell, mit ausgewogenen, nicht allzu bewegten Kompositionen und einem durchaus leuchtenden, aber ebenfalls harmonisch ausgewogen, gelegentlich auch kühlen Kolorit – also kein Übergewicht von warmen, aber auch lauten Rot- und Gelbtönen, wie z. B. bei Rubens, und möglichst keine hässlichen Figuren, wie oft bei Caravaggio. Vermieden wird außerdem ein in der Barockmalerei gelegentlich anzutreffendes hochdramatisches „Durcheinander“ oder Handgemenge in der Komposition (z. B. Rubens, Guercino).
Diese klassizistische Richtung der Malerei markierte ursprünglich den Beginn des Barock und entstand gegen Ende des 16. Jahrhunderts als Gegenströmung zum Manierismus, der mit seinen oft gekünstelten Posen und gesuchten Farbwirkungen von einigen als unnatürlich empfunden wurde. Einer der frühesten und radikalsten Vertreter eines neuen, schlichteren und geordneten Klassizismus mit Rückgriffen auf Raffael war der einflussreiche Cavalier d’Arpino in Rom. In Bologna suchten die Brüder Agostino und Annibale Carracci und ihr Cousin Lodovico nach einem natürlicheren und realistischeren Stil, den sie unter anderem aus einer Rückbesinnung auf die Antike und die Ideale der Renaissance zu realisieren versuchten. Zugleich sollte ihre neue Kunst jedoch nicht nur eine Nachahmung sein, sondern zeigte mehr Bewegung und Dramatik als die Renaissance.
Die Carracci hatten viele Schüler und Anhänger, die man als Bologneser oder emilianische Schule bezeichnet, und die vor allem auch in Rom wirkten. Darunter befanden sich Guido Reni, Giovanni Lanfranco und Domenichino, die als Gegenpol zum gleichzeitig modernen Caravaggismus eine tendenziell lichterfüllte und heitere Malerei pflegten, mit Figuren, die einem klassischen Schönheitsideal entsprachen, und die neben Ölgemälden auch bedeutende Freskendekorationen schufen.
Zu den bedeutendsten Vertretern des barocken Klassizismus zählen außerdem Andrea Sacchi und die Franzosen Simon Vouet, Eustache Le Sueur und Nicolas Poussin, die alle mindestens zeitweise in Rom lebten. Poussin betrieb sehr genaue Studien über die antike Kunst. Seine eigene Malerei war anfangs noch relativ bewegt und barock, entwickelte sich aber sehr bald in eine ruhigere und rationalere Richtung, die zum Inbegriff des Klassizismus und zum Vorbild für die französische Kunst des späten Louis-treize und der gesamten Ära des Louis-quatorze wurde. Dabei bezog Poussin durchaus auch malerische Wirkungen in der Nachfolge Tizians mit ein, wird aber nie „vor-impressionistisch“. Daneben wirkten ebenfalls in Rom die Landschaftsmaler Francesco Albani und Claude Lorrain, die in ihre Landschaften häufig Szenen der Mythologie oder biblische Gestalten einfügten.

In der zweiten Hälfte des 17. Jahrhunderts – also im Hochbarock – folgte eine neue Malergeneration mit dem römischen Protagonisten Carlo Maratta – einem Schüler von Sacchi – ebenfalls einem klassizistischen Ideal. Man spricht auch vom römischen Klassizismus.
In manchen Fällen konnte ein Maler der Epoche auch verschiedene Phasen durchleben, so hat z. B. der ungewöhnlich vielseitige Neapolitaner Luca Giordano als Caravaggist begonnen, schuf dann lange Zeit Werke, die eher unter dem Einfluss Pietro da Cortonas standen und als Inbegriff des Barock gelten können, man findet bei ihm aber auch (etwa nach 1680) Gemälde, die klassizistischer beeinflusst sind.
Gelegentlich wird auch die holländische Malerei von kühl beobachtenden Genremalern wie z. B. Jan Vermeer als klassisch oder klassizistisch bezeichnet.

Malerei des klassizistischen Barock
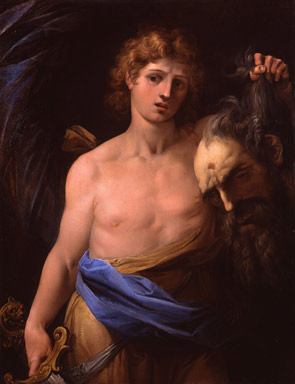
Cavalier d’Arpino: David mit dem Haupte Goliaths, 1598, Privatsammlung
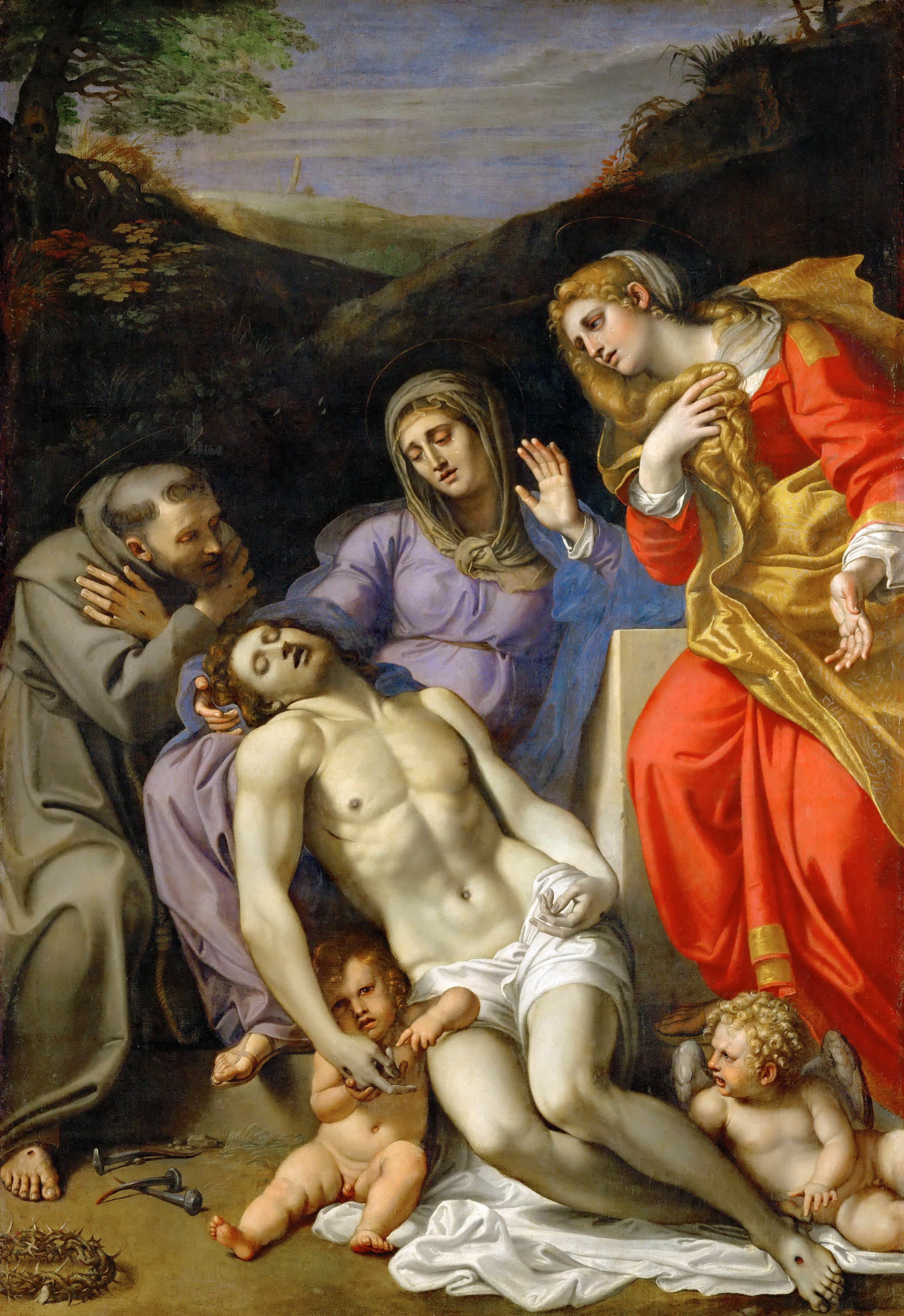
Annibale Carracci: Pietà mit dem Hl. Franziskus und Maria Magdalena, ca. 1602–1607, Louvre, Paris
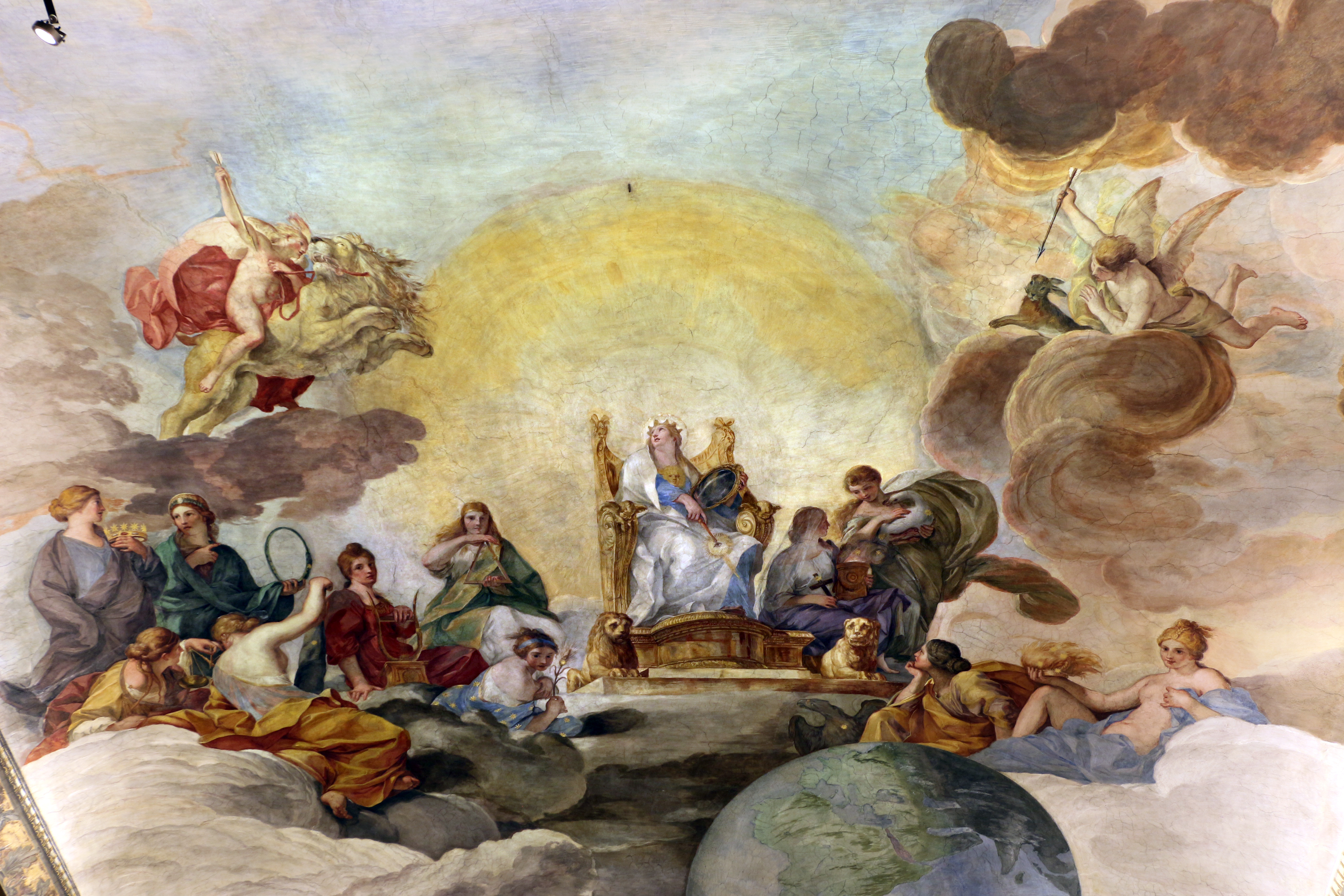
Andrea Sacchi: Allegorie der göttlichen Weisheit (Detail), 1629–1633, Deckenfresko im Palazzo Barberini, Rom
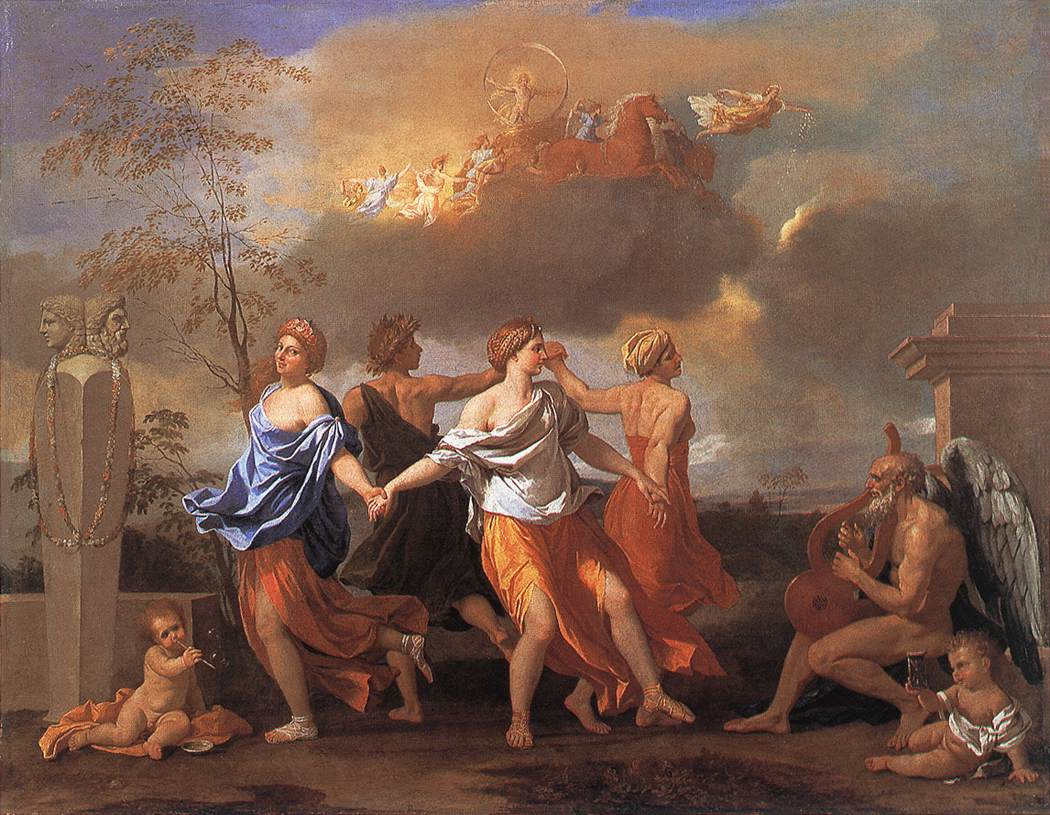
Nicolas Poussin: Tanz zur Musik des Chronos (= die Zeit). 1638, Wallace Collection, London
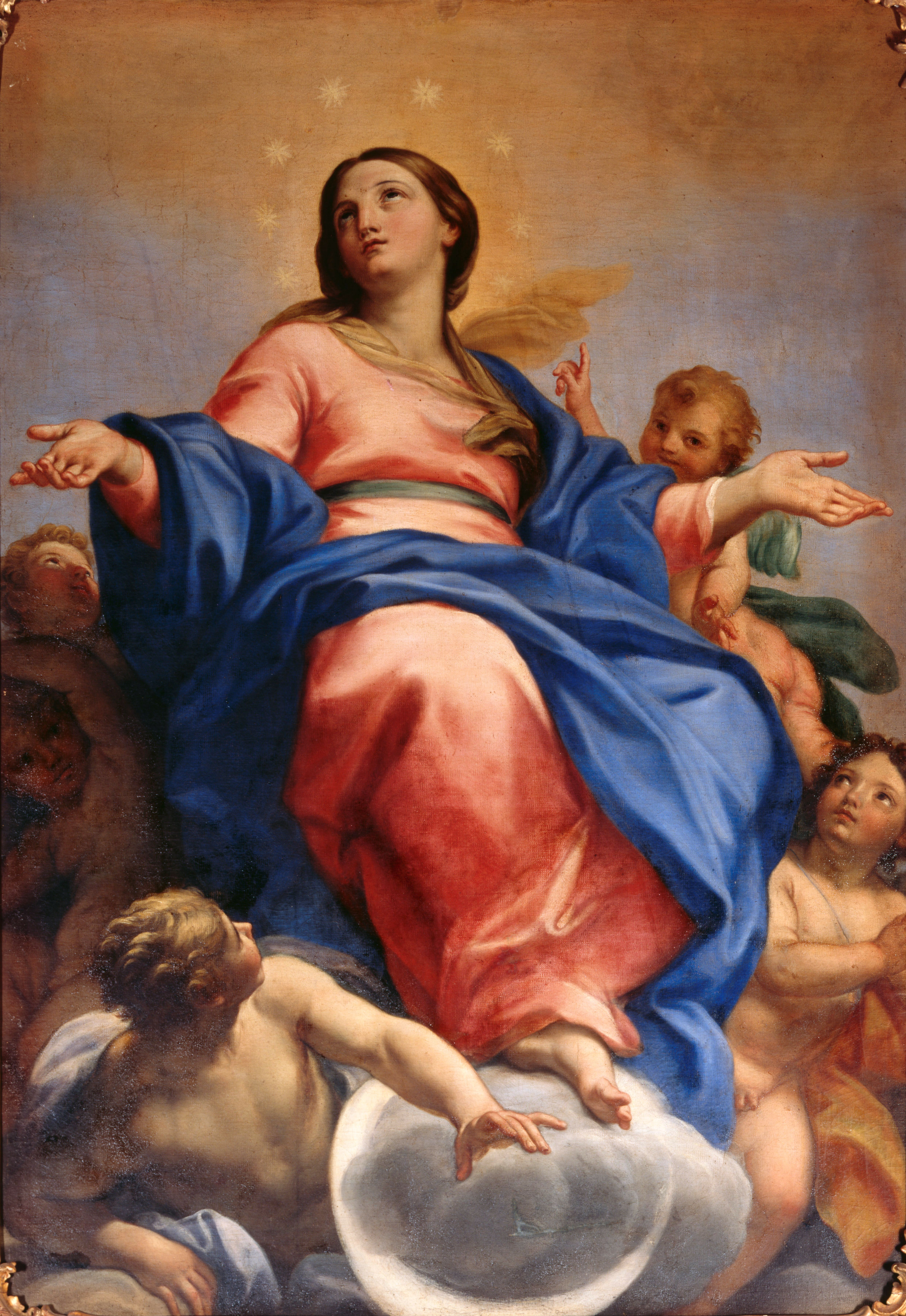
Carlo Maratta: Maria Immaculata, 1685 bis 1688, Bildergalerie Sanssouci, Potsdam

## Architektur

### Zeitliche und räumliche Einordnung
Der klassizistische Barock in der Architektur geht in seiner Konzeption auf die Theorien Leon Battista Albertis und Andrea Palladios zurück. Er bediente sich Ausdrucksmitteln, die in der Antikenrezeption der Renaissance wurzeln und zur Grundlage des späteren Klassizismus wurden, ist zeitlich aber von beiden klar zu trennen und setzt rund ein Jahrhundert früher als der Klassizismus im eigentlichen Sinne an. Diese Kunstform war vor allem für die Baukunst Englands und Frankreichs prägend und dauerte von der zweiten Hälfte des 17. Jahrhunderts bis zur Mitte des 18. Jahrhunderts an, die Übergänge vom Barock in den Klassizismus geschahen fließend. Das Potsdamer Neue Palais etwa, 1763–69 entstanden, kombiniert die monumentale Form eines klassischen Barockpalasts mit beschwingten Rokoko-Interieurs und zahlreichen klassizistischen Dekorformen.
Außerhalb des deutschsprachigen Raums wird der „eigentliche“ Klassizismus (d. h. der Stil von Mitte des 18. bis etwa Mitte des 19. Jahrhunderts) als „Neoklassizismus“ bezeichnet, dagegen bezeichnet Neoklassizismus im Deutschen die klassizistischen Strömungen im 20. Jahrhundert.

### Stilmittel
Typische Gestaltungsmittel für Gebäudefassaden waren Bauformen, die direkt aus der Renaissance übernommen wurden: der Tempelarchitektur entlehnte Dreiecksgiebel, Kolonnaden, sowie Säulen und Pilaster in Kolossalordnung – diese auch oft in doppelter Verwendung. Ebenfalls üblich waren die häufige Verwendung von Naturstein und der Verzicht auf farbigen Verputz.
Auffällig ist zwar die additive Verwendung von geometrischen Grundformen wie Rechteck, Kreis oder seltener Oval, zugleich aber der Verzicht auf Schwünge in Fassaden und Grundrissen, den sonst charakteristischen Kennzeichen der Barockarchitektur. Als typisch barocke Kennzeichen – und damit im Gegensatz zum späteren Klassizismus – sind üppiger Figurengeschmuck aus Skulpturen, Ziervasen oder Trophäen zu finden, auch ist im Profanbau das Pavillonsystem verbreitet.

### Verbreitung

#### Klassizistischer Barock Frankreichs

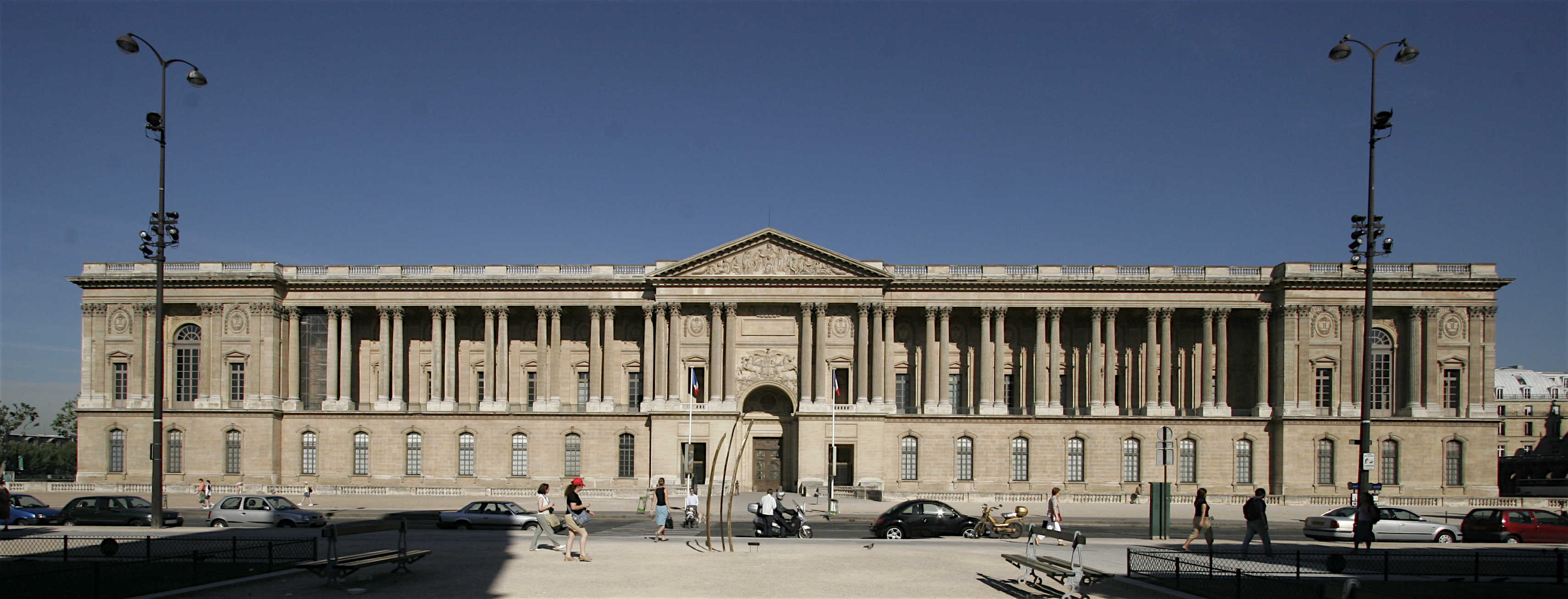
Die Ostfassade des Louvre (1668–1682)

Der Begriff des Baroque wird in Frankreich gewöhnlich für die stark bewegte barocke Kunst im übrigen Europa – besonders in Italien und Spanien – verwendet, während die französische Variante dort zumeist als Classicisme bezeichnet wird. Daher leitet sich auch die deutsche Bezeichnung der französischen Klassik ab. Die Architektur des Barock in Frankreich lehnte sich zunächst an italienischen Vorbildern an, entwickelte sich dann jedoch in einer strengeren Variante weiter. Der klassizistische Barock wurde unter der Regierungszeit Ludwig XIV. durch François Mansart eingeführt und blieb bis zu Beginn des 19. Jahrhunderts die Grundlage der französischen Architektur.
Die strenge Variante des Baustils erschien als passendes Ausdrucksmittel, um die Regierungsform des Absolutismus verkörpern. Zu den bekanntesten Architekten dieser Zeit zählen Louis Le Vau, Claude Perrault und Jules Hardouin-Mansart. Zu den bedeutendsten und stilbildenden Werken dieser Epoche zählen der Ostflügel des Louvre, das Schloss von Versailles (besonders die Gartenfassade), das Grand Trianon, und bei den Sakralbauten Kirche und (ehemaliges) Konvent Val-de-Grâce, der Invalidendom und die Kirche St.-Sulpice in Paris, deren Innenraumgestaltung Vorbild wurde für nahezu alle Barockkirchen Frankreichs, so z. B. die Kathedrale von Nancy.

#### Klassizistischer Barock Englands

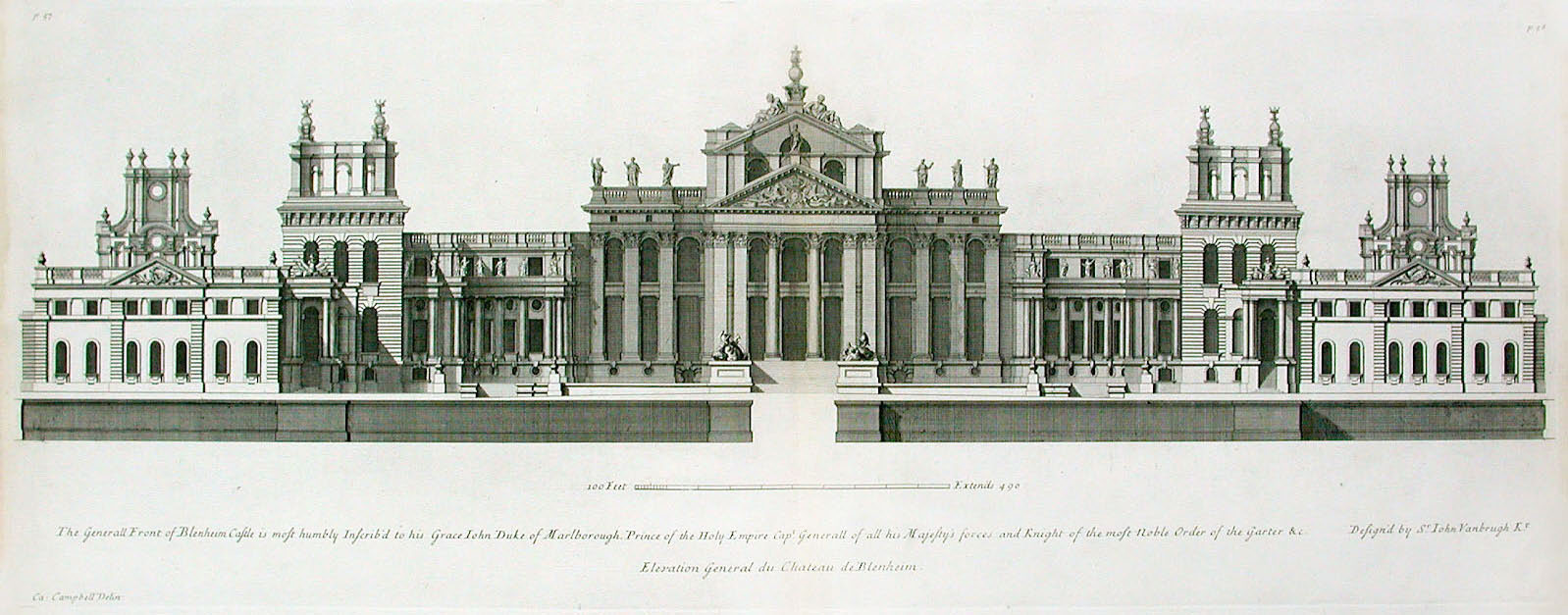
Aufriss von Blenheim Palace

Der Barock in England orientierte sich stark am Palladianismus. Dieser aus Werken des Renaissance-Architekten Andrea Palladio abgeleitete Stil wurde zu Beginn des 17. Jahrhunderts in England durch Inigo Jones (1573–1652) weitgehend vorbildgetreu eingeführt (ab 1616 etwa beim Queen’s House in Greenwich) und prägte die englische Baukunst für zwei Jahrhunderte. Die Übergänge vom Palladianismus zu den Sonderformen des englischen Barock geschahen fast unmerklich. Der schwungvolle Barock nach römischen Vorbildern (wie Francesco Borromini) wurde in England als zu katholisch abgelehnt und hatte daher nur wenig Einfluss auf die Architektur, stattdessen wurden auch niederländische Einflüsse aufgenommen, etwa von Jacob van Campen. Das ideale Bauwerk war hier nicht der Barockpalast im Stil von Schloss Versailles, sondern das ländliche Herrenhaus oder das Stadtpalais; denn weder in der Republik der Vereinigten Niederlande noch im parlamentarischen England standen den Regierenden die Mittel zur Verfügung, die ein absolutistischer Herrscher wie Ludwig XIV. aufbringen konnte. Insoweit ist Blenheim Palace eine Ausnahme.
Das sakrale Hauptwerk des englischen Barock ist die St Paul’s Cathedral in London (von Christopher Wren), zu den bedeutendsten profanen Bauwerken zählt Blenheim Palace (von John Vanbrugh). Zu den bedeutendsten Baumeistern des englischen Barock gehörten ferner Nicholas Hawksmoor, Colen Campbell (der als Begründer des Georgianischen Stils gilt), William Talman und in der nächsten Generation James Gibbs und William Kent, der 1720–30 für Lord Burlington die erste „stilreine“ Palladio-Kopie Chiswick House baute und zu einem der Erfinder des Englischen Landschaftsgartens wurde. Zu den Hauptwerken des klassizistischen Barock in England zählen auch Chatsworth House mit seinen anfangs noch barock-fomalen Parkanlagen, Castle Howard (von Vanbrugh) sowie der barocke Südflügel von Hampton Court Palace (von Wren).

#### Klassizistischer Barock in Deutschland

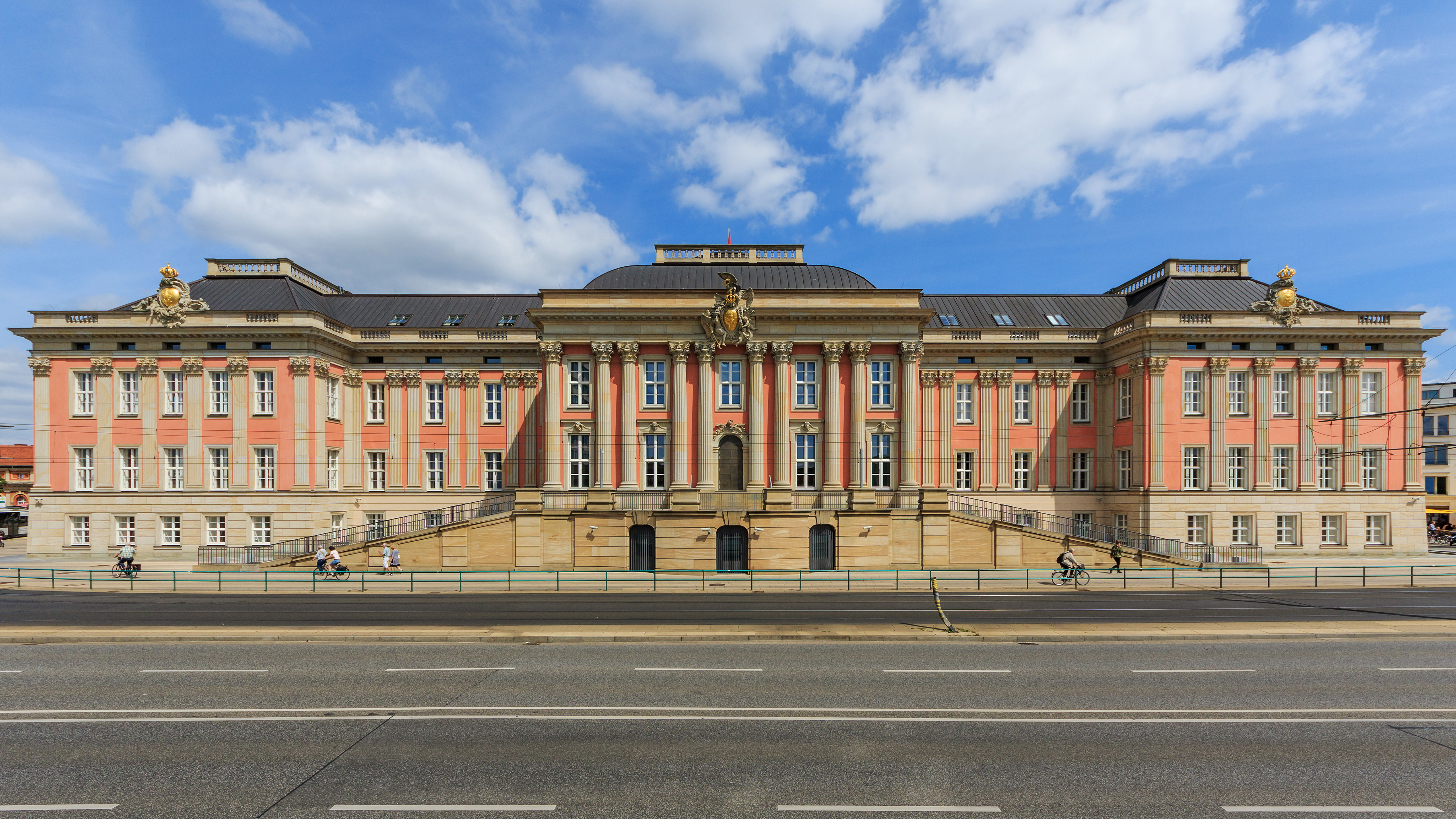
Gartenfassade des Potsdamer Stadtschlosses

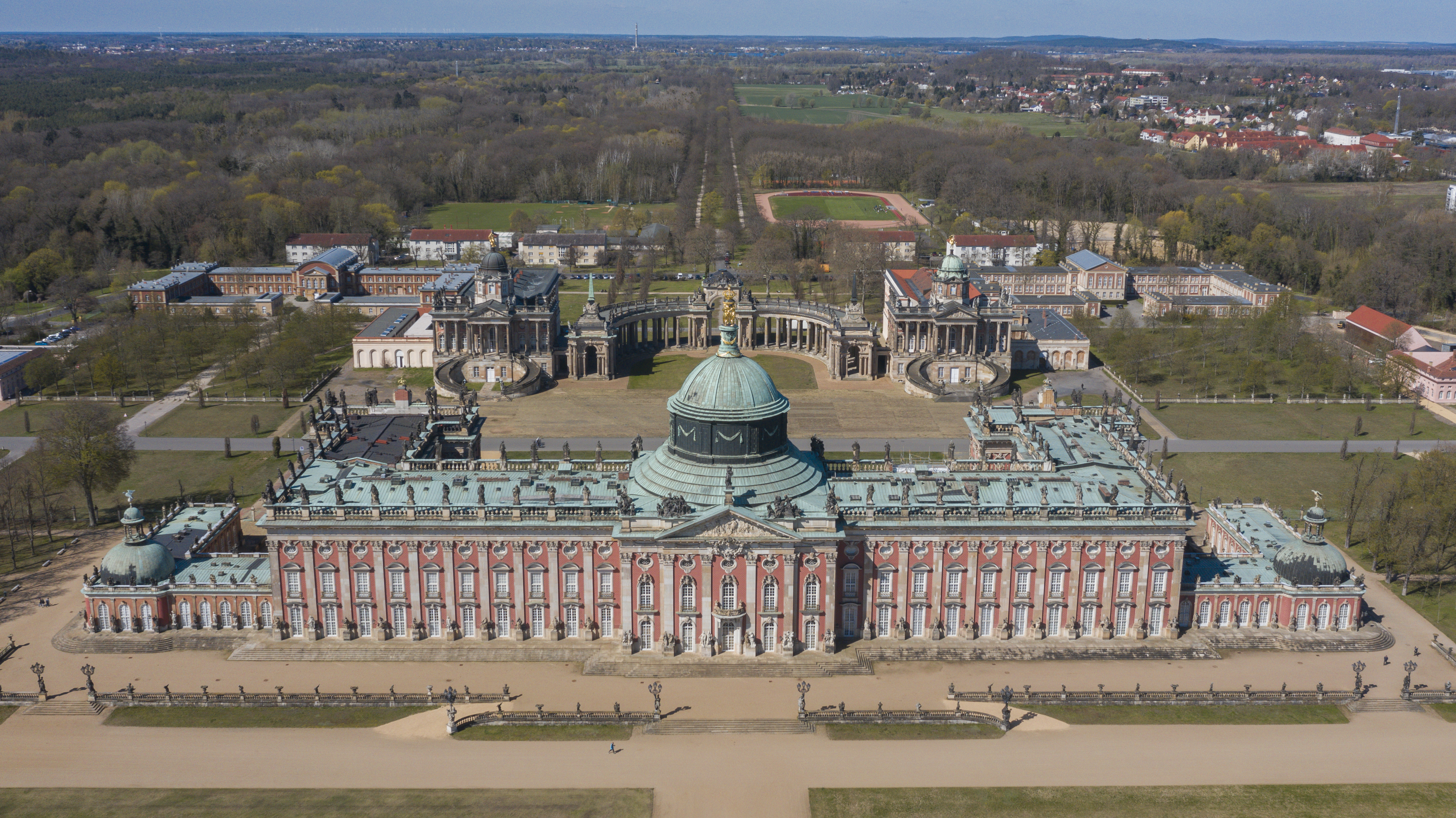
Das Potsdamer Neue Palais mit den dahinterliegenden Communs (1763–69)

Allgemein kennzeichnet die deutsche Barockarchitektur eine starke regionale Variationsbreite bedingt durch den dezentralen Charakter des Heiligen Römischen Reiches. Dabei stehen häufig protestantische Territorien dem klassizistischen Barock näher, allen voran die Mark Brandenburg, später das Königreich Preußen. Beginnend mit Johann Arnold Nering fand das klassizistische Barock einen ersten Höhepunkt in der Kunst Andreas Schlüters (mit seiner barocken Erweiterung und Überformung des Berliner Stadtschlosses), der neben niederländischen Prägungen vor allem von Bernini beeinflusst war, welcher seinerseits architektonisch dem barocken Klassizismus zugeneigt war.
Als eines der ersten noch deutlicher klassizistisch beeinflussten Barockbauwerke in Deutschland entstand 1741–1743 in Berlin die Hofoper Unter den Linden, deren Inneres der Architekt Georg Wenzeslaus von Knobelsdorff allerdings im Stil des Friderizianischen Rokoko ausstattete, den er zeitgleich beim Lustschloss Sanssouci und beim Umbau des Potsdamer Stadtschlosses anwandte. Ebenfalls für Friedrich den Großen, aber zwanzig Jahre später, wurde das Neue Palais in Potsdam 1763–1769 erbaut, das in der Gesamtproportion nochmals dem hochbarocken Palastkonzept folgte, während das Rokoko längst die kleinere Form des Lustschlosses bevorzugte. Auf Wunsch des Königs sollte der Fest- und Gästebau eine Fassade im palladianischen Stil nach dem Vorbild von Castle Howard und Blenheim Palace erhalten. Auch die dem Schloss als Point de vue gegenüberliegenden Communs wirken wie aus einem Lehrbuch des Palladianismus entnommen. Im Inneren weist das Neue Palais eine Mischung von Rokoko- und frühklassizistischen Dekorationen auf; es waren mehrere Architekten an dem Bau beteiligt, darunter Carl von Gontard. Der Park Sanssouci wurde in einer Mischform aus gebäudenahen formalen Barockgärten und dazwischen liegenden Abschnitten im Stil neuester Englischer Landschaftsgärten angelegt. Auch die von Friedrich dem Großen initiierten Bauten der Berliner St.-Hedwigs-Kathedrale und der Türme des Deutschen und des Französischen Doms gehören zum klassizistischen Barock im Übergang zum Klassizismus.
Beispiele für barocken Klassizismus außerhalb Preußens finden sich etwa in der Residenz Ansbach, oder der Orangerie in Kassel. Eine regionale Variante des klassizistischen Barock stellt der Weserbarock dar. Als Beispiel im bürgerlichen Umfeld könnte das 1712 erbaute Witwenhaus in Oettingen in Betracht gezogen werden.
Architekturtheoretisch am bedeutsamsten für das klassizistische Barock in Deutschland und darüber hinaus ist das Werk von Nicolaus Goldmann, welcher aus Breslau stammte und an der Universität Leiden lehrte. Seine Traktate wurden von Leonhard Christoph Sturm mit zahlreichen Illustrationen versehen und veröffentlicht, wobei Sturm auch eigene Beiträge zur Architekturtheorie lieferte.
Bauten wie Schloss Ludwigslust bei Schwerin (ab 1763), Schloss Wörlitz (ab 1769), das Kasseler Fridericianum (1769–1779), Schloss Wilhelmshöhe in Kassel (1786–1798), das Brandenburger Tor (1789–1793) oder das Potsdamer Marmorpalais (1787–1793) lassen hingegen das Barock hinter sich und gehören bereits dem Frühklassizismus an.

#### Klassizistischer Barock in Italien

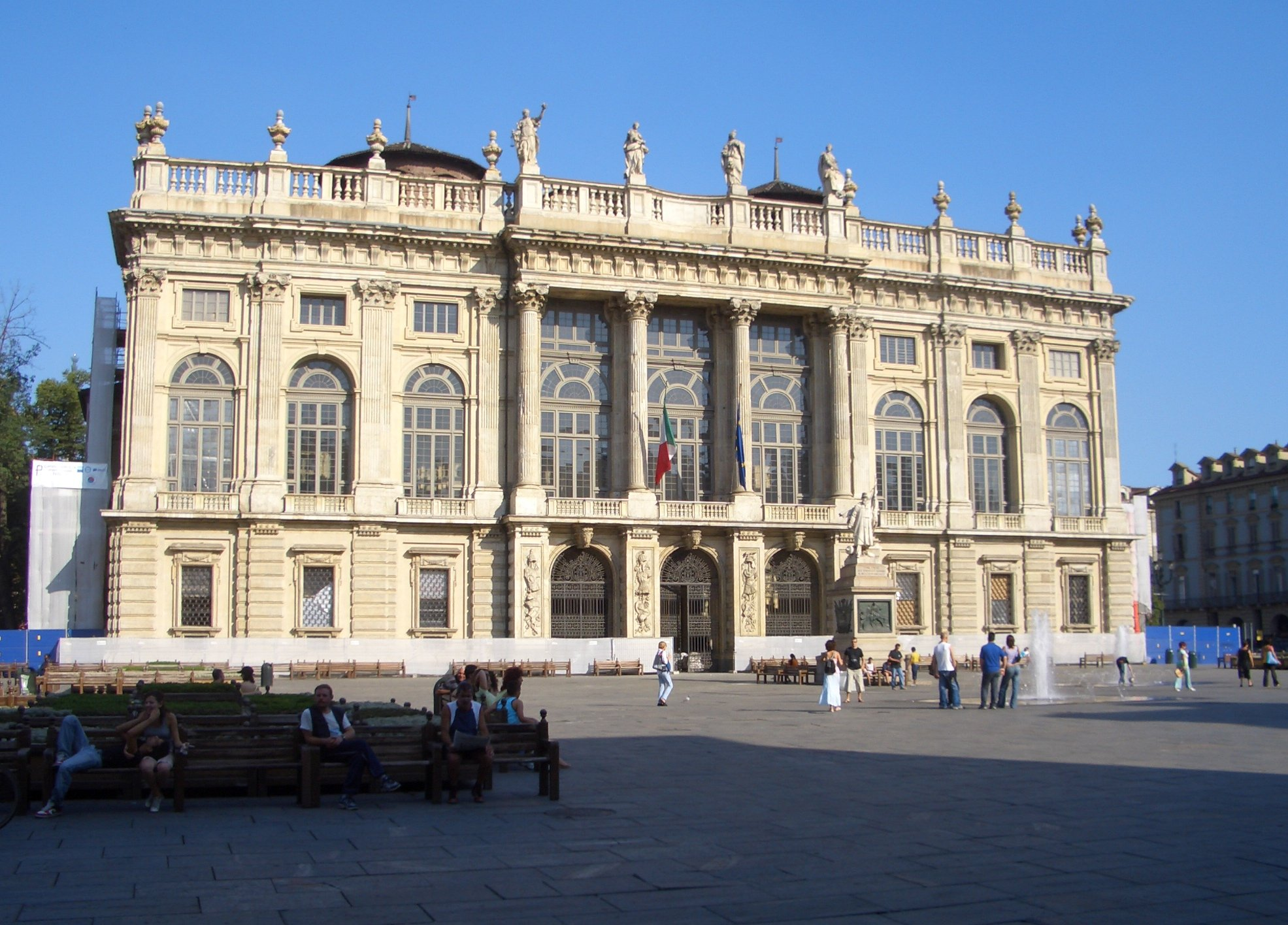
Palazzo Madama in Turin, beeinflusst von französischem klassizistischen Barock

Schon das italienische Hochbarock kennzeichnet ein gewisser Gegensatz von klassizistischen und antiklassizistischen Tendenzen. Bernini beeinflusste mit seinen Entwürfen für den Louvre maßgeblich die Reifung des klassizistischen Barocks in Frankreich und lieferte auch darüber hinaus Vorbilder für klassizistisches Barock, etwa das Königsschloss in Stockholm. In Italien selbst können die Kolonnaden des Petersdoms als klassizistisches Barock angesehen werden. Gegen Ende des 17. Jahrhunderts machen sich in Italien auch französische Einflüsse bemerkbar. Der führende italienische Architekt des frühen 18. Jahrhunderts, Filippo Juvarra, ist gekennzeichnet durch eine allgemeine Tendenz zum Eklektizismus, wobei barocker Klassizismus ein wesentliches Element desselben ist. Das augenfälligste Beispiel für diese Tendenz ist der Palazzo Madama in Turin. Gegen Ende des Barocks und bereits am Übergang zum Klassizismus liefert das neapolitanische Königsschloss Caserta das monumentalste Beispiel für klassizistischen Barock in Italien.

#### Klassizistischer Barock in Nordeuropa

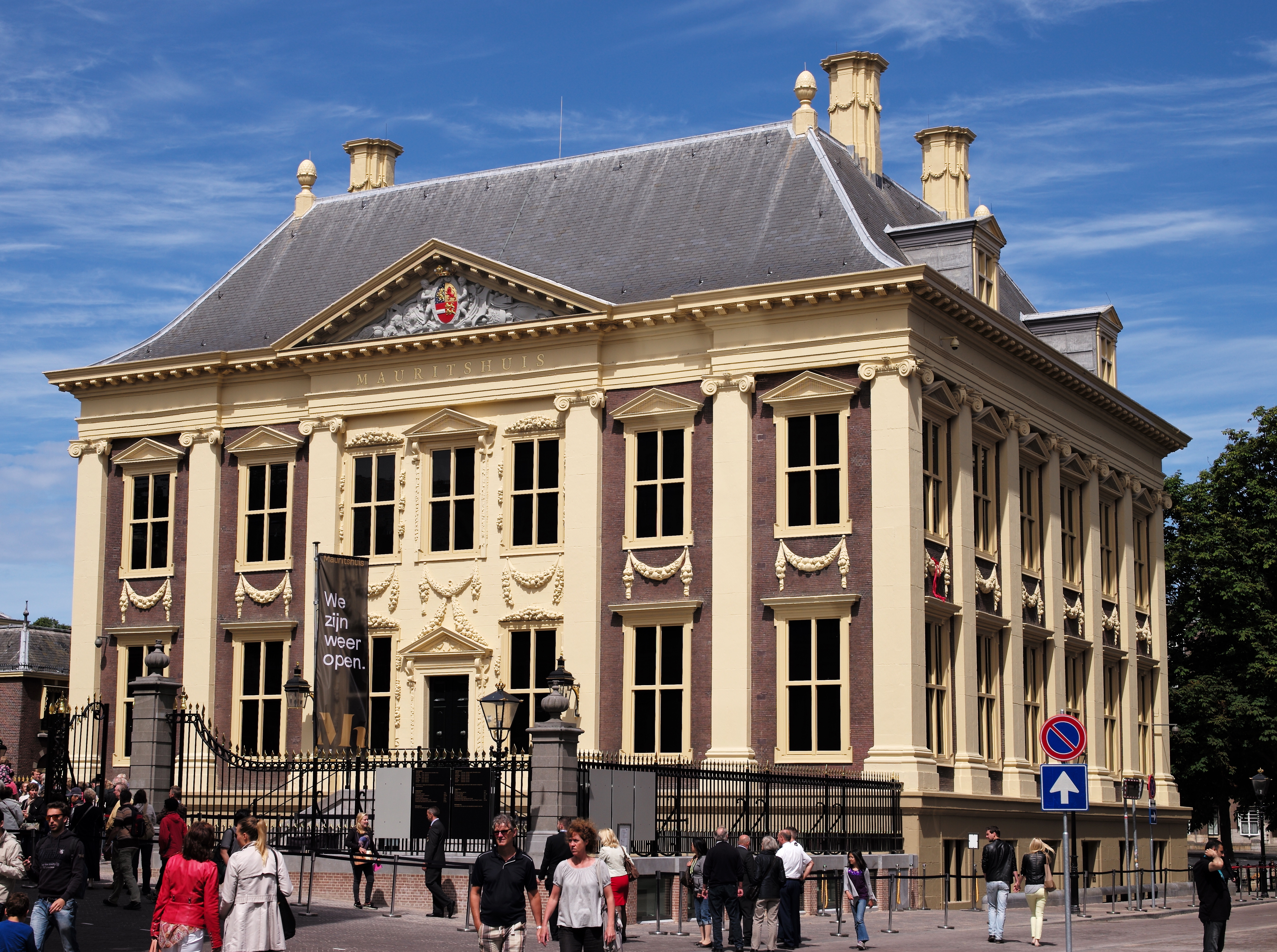
Das Mauritshuis in Den Haag

Beispiele für nüchternere Formen innerhalb des Barock sind auch in protestantisch geprägten Ländern Nordeuropas zu finden. Besonders in den Niederlanden spricht man auch vom holländischen Klassizismus. Beispiele dafür sind: Schloss Het Loo bei Apeldoorn, das auch für seinen französisch inspirierten Garten bekannt ist, der Königliche Palast in Amsterdam (ehemaliges Rathaus Paleis op de Dam), Schloss Huis ten Bosch und das Mauritshuis in Den Haag. Alle genannten Bauten entstanden im 17. Jahrhundert. Ein vom niederländischen Klassizismus inspirierter Bau ist das Schloss Oranienburg.
Eher nüchterne und monumentale klassizistische Formen prägen auch das zwischen 1697 und etwa 1730 erbaute Königliche Schloss von Stockholm in Schweden.

#### Anderes
Gelegentlich kommen auch in Gegenden, die stark vom italienischen Barock geprägt sind, Einzelfälle einer „klassizistischeren“ Barockarchitektur vor. Ein Beispiel dafür ist Schloss Schönbrunn in Wien, das stärker dem französischen Vorbild von Versailles folgt als andere Bauten des süddeutsch-österreichischen Barock (bzw. Rokoko). Die Fassaden von Schönbrunn wurden jedoch darüber hinaus in ihrer aktuellen Form (Stand 2018) erst zwischen 1817 und 1819 unter Leitung des Hofarchitekten Johann Aman durch verschiedene Eingriffe, wie die Entfernung von Stuckelementen und eine andere Farbfassung schlichter gestaltet, um den mittlerweile modischen Idealen des biedermeierlichen Klassizismus zu entsprechen.
Manche Bauten, die etwa ab 1750 entstanden, tragen Spuren einer stilistischen Übergangsphase, also eine Mischung von Rokoko- oder spätbarocken Elementen und solchen des eigentlichen Klassizismus. Ein Beispiel hierfür ist das in den 1760er Jahren für Friedrich den Großen errichtete Neue Palais in Potsdam, das nach palladianischen und englischen Vorbildern errichtet wurde, aber vor allem im Inneren noch diverse Räume im Rokokostil enthält (neben anderen klassizistischen Raumschöpfungen oder Stilmischungen). In solchen Fällen kann korrekterweise nicht mehr von „klassizistischem Barock“ gesprochen werden.